# Integrierte Gesamtschule Goetheschule
Die Integrierte Gesamtschule Goetheschule ist eine weiterführende Schule in Kaiserslautern, Rheinland-Pfalz.

## Geschichte
Die Schule wurde 1906 bis 1908 erbaut und 30. April 1908 eingeweiht. Benannt wurde sie damals nach Rupprecht von Bayern. 1910 und 1913 wurde aufgrund steigender Schülerzahlen je ein weiterer Flüge angebaut. Während des Ersten Weltkriegs wurde das Gebäude als Lazarett genutzt. 1922 wurde die Schule in Goetheschule umbenannt und der Schulbetrieb wieder aufgenommen.

## Persönlichkeiten
- Wolfgang Jung (1938–2024), Friedensaktivist, Lehrer